# 콘도 나나 (1973년)
콘도 나나(일본어: 近藤 名奈, 1973년 11월 8일 ~)는 일본의 일본 가수, 싱어송 라이터, 보이스 커스터마이저, 음악 프로듀서로, 아이치현 니와군 후소정 출신이다.